# Espantapájaros (Marvel Comics)
Este artículo trata sobre el Espantapájaros de Marvel Comics. Para el supervillano de DC Comics, vea El Espantapájaros. Para el héroe sobrenatural de Marvel Comics del mismo nombre, vea Hombre de Paja (cómic).
El Espantapájaros (Ebenezer Laughton) es un supervillano ficticio que aparece en los cómics estadounidenses publicados por Marvel Comics. Ha sido antagonista tanto de los X-Men como de los Vengadores.

## Historial de publicaciones
La primera aparición de Espantapájaros fue en Tales of Suspense # 51, en una historia creada por Stan Lee y Don Heck.

## Biografía del personaje ficticio
Ebenezer Laughton nació en Rhinebeck, Nueva York, como hijo de un granjero, junto con su hermano Ralph. Criado por una madre abusiva, Laughton se convirtió en un artista de fuga de circo y contorsionista, y mientras trabajaba como artista de carnaval, una vez ayudó a Iron Man a detener a un culpable que huía. Sin embargo, decidió sacar provecho del crimen y se convirtió en un ladrón consumado y ladrón profesional mientras estaba vestido de espantapájaros. Trabajó principalmente solo, a excepción de una bandada de cuervos entrenados que sirvieron como portadores y asesinos. En su primera aparición como el Espantapájaros, fue derrotado por Iron Man.
Se unió al equipo de súper mercenarios de corta vida del Conde Nefaria (que incluía a Hombre Planta, la Anguila original, el Puercoespín original, el Unicornio original y a sí mismo), y participó en el intento del conde Nefaria de retener a Washington D. C. antes de ser derrotado por los X-Men. Más tarde trabajó para el Comandante Cowled, pero fue derrotado por el Capitán América y Falcon. Luego se enfrentó con el Capitán América una vez más. Finalmente, Laughton se volvió loco, y comenzó a asesinar a los partidarios de la Coalición por una América sobresaliente, pero fue derrotado por el Capitán América.
En Iron Man: Enter the Mandarin se reveló que Laughton estaba motivado en parte para convertirse en un supervillano por agentes del Mandarín que le proporcionaron su primer traje y cuervos entrenados. Le atraía la idea de destacarse en el creciente campo del espionaje industrial.
Espantapájaros se embarcó en una serie de asesinatos, y primero luchó contra el segundo Ghost Rider. Cayó y fue empalado en su propia horca durante la batalla con Ghost Rider, y fue llevado por la Firma. Recibió implantes quirúrgicos, realizó más asesinatos y secuestró a Stacy Dolan. Luchó contra el Capitán América y Ghost Rider, sobreviviendo a los disparos y empalados, y luego fue reclutado por el Sr. Stern para la Firma. Se convirtió en no muerto, criado por el hechicero Stern. Antes de esto, no poseía poderes sobrehumanos, salvo por su habilidad de "hombre de goma", pero después de su resurrección ganó fuerza, velocidad y resistencia sobrehumanas, así como la habilidad sobrenatural para inducir miedo. También ganó la capacidad de recuperarse de cualquier lesión siempre que estuviera en presencia del miedo de los demás. El Ghost Rider usó esta habilidad contra el Espantapájaros, destrozando brevemente su cuerpo, causando que el Espantapájaros sane en una pose torcida y retorcida. Más tarde fue restaurado a su aspecto físico normal por el agente del gobierno llamado Spook durante el arco de la historia de Ghost Rider in Chains.
La fisiología y la mentalidad de Laughton fluctuarían bastante a lo largo de los años, dado su empleo / manipulación por parte de varias entidades demoníacas / mágicas, lo que resulta en un conflicto continuo con Ghost Rider y sus aliados, incluso convirtiéndose en un fantasma de salto corporal durante una de esas campañas. Eventualmente, Laughton sería abandonado por estos "empleadores mágicos" y se estabilizaría físicamente, si no mentalmente.
El Espantapájaros fue encarcelado en las instalaciones de la prisión de la Balsa luego de un ataque sexual fallido contra rehenes que fueron liberados por Falcon.
Espantapájaros se encuentra entre el ejército de villanos reclutados por Zemo y sus Thunderbolts para servir como "cazadores de héroes" durante los acontecimientos de la historia de Civil War.
El Espantapájaros apareció cuando Peter Parker se desenmascaró, como uno de una banda de villanos disfrazados (incluidos Electro, Molten Man y Will o' the Wisp), contratados por el Camaleón para atacar a Peter Parker en un esfuerzo de venganza desigual. Espantapájaros fue derrotado y encarcelado. Más tarde se unió de nuevo con Molten Man en un alboroto que fue detenido por el Capitán América y el Punisher. Los dos criminales fueron enviados como parte del "Ejército Thunderbolt" para expulsar a los héroes de su escondite. Cap se vio obligado a evitar que Punisher matara al Espantapájaros una vez que había sido detenido.
Ebenezer ha sido identificado como uno de los 142 superhéroes registrados que se registraron como parte de la Iniciativa.
Alguien que se parece al Espantapájaros estaba entre los miembros del Sindicato del Crimen de Capucha. Los ayudó a asaltar la casa de los Nuevos Vengadores hasta que fueron derrotados. En Secret Invasion, se encuentra entre los muchos supervillanos que se unieron al Sindicato del Crimen de Capucha y atacaron a una fuerza invasora Skrull. Se une a la pandilla de Capucha en un ataque contra los Nuevos Vengadores, que esperaban a los Vengadores Oscuros.
Está entre los villanos considerados por Blackout y el Diácono para ayudarlos a asesinar al Ghost Rider. Trabajó junto a Blackout y otros villanos en una misión para matar a Ghost Rider, pero finalmente fue derrotado cuando Jaine Cutter inclinó su cuerpo alrededor de una valla de carnaval.
Espantapájaros también se ha asociado con Raoul Bushman como su mano derecha, en la última serie de Caballero Luna. Más tarde fue visto durante el Asedio de Asgard como parte del sindicato del crimen de Capucha.
Durante la historia de Fear Itself, Espantapájaros aprovecha el caos en la ciudad atacando con su ejército de cuervos solo para terminar luchando contra Wolverine.

## Poderes y habilidades
El Espantapájaros es un contorsionista muy hábil, extremadamente flexible y ágil debido al entrenamiento intenso. Tiene doble articulación y puede acomodar su cuerpo a través de cualquier abertura de al menos un pie de ancho. Por lo tanto, es capaz de escapar de las cerraduras y cadenas convencionales, y realizar varias acrobacias acrobáticas. También es un maestro en el entrenamiento de aves. A menudo lleva una horca como arma.
Tiene una bandada de dos docenas de cuervos como mascotas, que ha enseñado a realizar una variedad de acciones en respuesta a sus gestos de mano y tonos de voz. A sus órdenes, los cuervos atacarán y matarán a las víctimas que él designe. Los cuervos han sido entrenados para atacar a cualquiera que se apresure al Espantapájaros o le apunte con un arma. Están entrenados para llevar joyas, objetos de valor y cualquier otra cosa a la que apunte el Espantapájaros.
Como resultado de los implantes quirúrgicos que le dieron los médicos empleados por la firma, el cuerpo del Espantapájaros produce una feromona mutada que afecta las glándulas suprarrenales de personas y animales (incluso cuervos) a menos de seis metros de él, causando una sobrecarga sensorial que desencadena el pánico. ataque. La misma feromona afecta el propio sistema suprarrenal del Espantapájaros, dándole fuerza y resistencia sobrehumanas.
Cuando el hechicero Stern resucitó a los espantapájaros de la muerte, pudo inducir directamente el miedo en sus víctimas y pudo sobrevivir y recuperarse rápidamente de cualquier herida, incluso típicamente fatal, siempre que estuviera en presencia del miedo de otros.

## Otras versiones

### Marvel vs. DC
En Marvel vs. DC, Espantapájaros se unió brevemente con El Espantapájaros de DC en un intento de secuestrar a Lois Lane. Fueron frustrados por Ben Reilly. En el Universo de Amalgama, Espantapájaros era una combinación del Espantapájaros de Marvel y el Espantapájaros de DC.

## En otros medios

### Videojuegos
- Espantapájaros aparece en el videojuego Ghost Rider basado en el largometraje, con la voz de Dave Wittenberg. En el juego, Ghost Rider entra en una iglesia y lucha contra Espantapájaros y sus cuervos. Espantapájaros ataca a Ghost Rider pero se retira a un pilar. Después de que Ghost Rider derriba el pilar, Espantapájaros cae desde una gran altura y la batalla continúa. Este ciclo se repite hasta que el Espantapájaros sea derrotado. Espantapájaros también aparece como un jefe en la versión Game Boy Advance.

### Juguetes
- Espantapájaros aparece como una figura de acción para la línea de películas Ghost Rider de Hasbro. Se incluyó una figura de 127 mm ("comic-style") que incluía cuervos y una horca como parte de un conjunto de figuras exclusivo de Toys "R" Us, "The Spider & The Scarecrow".